# Tetragonurus
Famille
Genre
Tetragonurus est un genre de poissons de l'ordre des Scombriformes. Il est l'unique représentant de la famille des Tetragonuridae.

## Liste des espèces
- Tetragonurus atlanticus
- Tetragonurus cuvieri
- Tetragonurus pacificus